# Seznam 100 največjih hokejistov lige NHL (The Hockey News)
Seznam 100 največjih hokejistov lige NHL vseh časov, po izboru hokejskega časnika The Hockey News. 

## Sodniki
Seznam so ustvarili pisci, novinarji in televizijski delavci (Don Cherry, John Davidson, Milt Dunnell, Stan Fischler, Dick Irvin, Brian McFarlane, Bob McKenzie, Jim Matheson, Harry Neale, Frank Orr), kot tudi trenerji, sodniki, direktorji in bivši igralci (Al Arbour, Scotty Bowman, Emile Francis, Howie Meeker, Scotty Morrison, Roger Neilson, Bud Poile, Sam Pollock, Marcel Pronovost, Billy Reay, Glen Sather, Harry Sinden, Red Storey).

## Seznam
Krepka pisava označuje igralce, ki so bili aktivni ob izidu seznama leta 1998. 
1. Wayne Gretzky
2. Bobby Orr
3. Gordie Howe
4. Mario Lemieux[1]
5. Maurice Richard
6. Doug Harvey
7. Jean Beliveau
8. Bobby Hull
9. Terry Sawchuk[2]
10. Eddie Shore
11. Guy Lafleur
12. Mark Messier
13. Jacques Plante
14. Ray Bourque
15. Howie Morenz
16. Glenn Hall
17. Stan Mikita[3]
18. Phil Esposito
19. Denis Potvin
20. Mike Bossy
21. Ted Lindsay
22. Patrick Roy
23. Red Kelly
24. Bobby Clarke
25. Larry Robinson
26. Ken Dryden
27. Frank Mahovlich
28. Milt Schmidt
29. Paul Coffey
30. Henri Richard
31. Bryan Trottier
32. Dickie Moore
33. Newsy Lalonde
34. Syl Apps
35. Bill Durnan
36. Charlie Conacher
37. Jaromir Jagr[4]
38. Marcel Dionne
39. Joe Malone
40. Chris Chelios[5]
41. Dit Clapper
42. Bernie Geoffrion
43. Tim Horton
44. Bill Cook
45. Johnny Bucyk
46. George Hainsworth
47. Gilbert Perreault
48. Max Bentley
49. Brad Park
50. Jari Kurri
51. Nels Stewart
52. King Clancy
53. Bill Cowley
54. Eric Lindros
55. Busher Jackson
56. Peter Stastny
57. Ted Kennedy
58. Andy Bathgate
59. Pierre Pilote
60. Turk Broda
61. Frank Boucher
62. Cy Denneny
63. Bernie Parent
64. Brett Hull
65. Aurel Joliat
66. Toe Blake
67. Frank Brimsek [6]
68. Elmer Lach
69. Dave Keon
70. Grant Fuhr
71. Brian Leetch
72. Earl Seibert
73. Doug Bentley
74. Borje Salming
75. Georges Vézina
76. Charlie Gardiner
77. Clint Benedict
78. Steve Yzerman
79. Tony Esposito
80. Billy Smith
81. Serge Savard
82. Alex Delvecchio
83. Babe Dye
84. Lorne Chabot
85. Sid Abel
86. Bob Gainey
87. Johnny Bower
88. Sprague Cleghorn
89. Mike Gartner
90. Norm Ullman
91. Sweeney Schriner
92. Joe Primeau
93. Darryl Sittler
94. Joe Sakic
95. Dominik Hašek
96. Babe Pratt
97. Jack Stewart
98. Yvan Cournoyer
99. Bill Gadsby
100. Frank Nighbor